# Маркос Пауло
Маркос Пауло (11. мај 1977) бивши је бразилски фудбалер.

## Каријера
Током каријере играо је за Крузеиро, Удинезе, Гремио Порто Алегре, Макаби Хаифа и многе друге клубове.

## Репрезентација
За репрезентацију Бразила дебитовао је 1999. године. За национални тим одиграо је 3 утакмице и постигао 1 гол.

## Статистика
| Бразил | Бразил | Бразил |
| Год.   | Ута.   | Гол.   |
| ------ | ------ | ------ |
| 1999   | 2      | 1      |
| 2000   | 1      | 0      |
| Укупно | 3      | 1      |